# Batture aux Alouettes
La Batture aux Alouettes est un estran à la municipalité de Baie-Sainte-Catherine au Québec, Canada, aux coordonnés 48° 04′ 02″ N, 69° 43′ 34″ O.

## Conservation des oiseaux
La Batture aux Alouettes est une zone importante pour la conservation des oiseaux (ZICO).

## Incidents maritimes
Le 19 juillet 1996, lors de la tempête ayant causé ce qu'il est convenu d'appeler «Le déluge du Saguenay», le Belle-Isle, un voilier de 8 mètres parti de Rivière-du-Loup vers le Saguenay avec trois personnes à son bord s'échoua sur ces battures. Un appel du capitaine en après-midi fit état que son navire faisait eau et qu'il ne tiendrait pas longtemps. Le «Journal de Québec» rapportera 20 ans plus tard, quelques jours avant le vingtième anniversaire du drame qu'« À 15 h 10, la voix du capitaine s’est fait entendre pour la dernière fois. Malgré les recherches de plusieurs navires et même d’un hélicoptère de l’armée «dans des conditions dépassant parfois les limites de l’appareil», jamais le Belle-Isle n’a été retrouvé, même vingt ans plus tard.
Le capitaine Guy Bégin a été retrouvé deux jours après au large de l’île aux Pommes, près de Rimouski. La dépouille de Madame Hélène Racine a quant à elle été retrouvée sur l’île aux Lièvres huit jours plus tard. À ce jour (20 juillet 2016), le corps de Denis Samson conjoint de cette dernière n’a toujours pas été retrouvé.»
En juillet 2013, le navire à passagers Grand Charlevoix, un bateau d'observation des baleines transportant 38 personnes, est entré en contact avec le fond et a endommagé sa coque près de la Batture aux Alouettes,,,.